# Chair 06
Chair 06 er en dansk kortfilm fra 2006, der er instrueret af Tina Scherzberg.

## Handling
Chair 06 refererer til den britiske kunstner Allen Jones' værk: Chair (1967). I Allen Jones' skulptur er kvinden som objekt ført ud i det ekstreme, idet hun er skildret som brugsgenstand, som stol, koblet med en utvetydig seksuel objektgørelse. Tina Scherzbergs hensigt med Chair 06 er at lege med 'og gå i clinch med' betydningerne, samt de følelser skulpturen vækker. Hendes fokus er at portrættere en kvinde som undersøger det at gøre sig selv til objekt.